# 贵池县县长列表

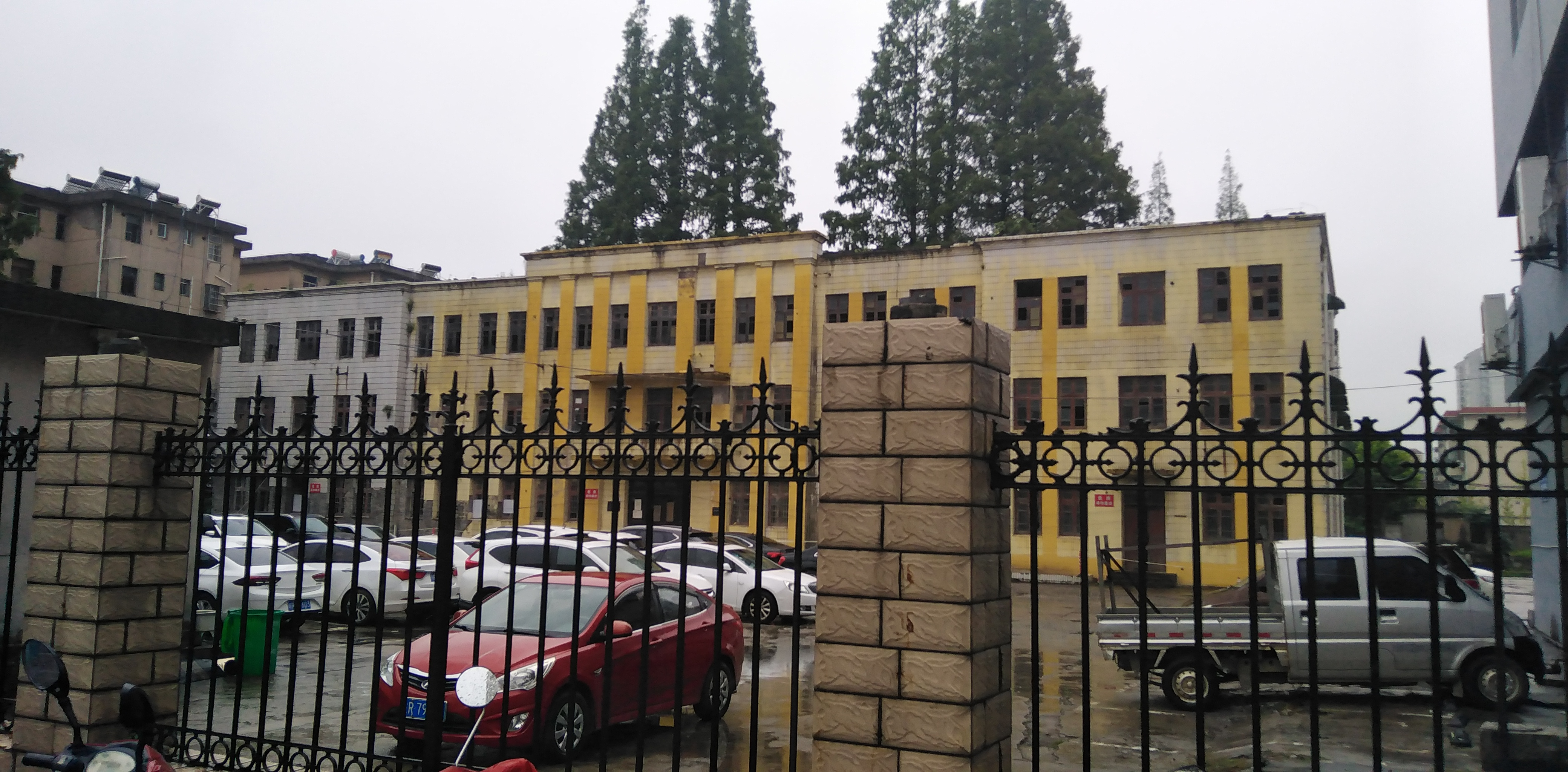
原贵池县人民政府旧址

贵池县县长列表列出了自1912年2月至1988年9月共76年期间，中国安徽省贵池县（今安徽省池州市贵池区）的全部44位县长。他们担任原贵池县行政机关的最高行政长官。其中，中華民國大陸時期的县长共有31位（包括县知事12位，知事为县长的前称），中华人民共和国成立後的县长共有13位。
贵池县是位于安徽省南部的一个县。民国元年（1912年）2月，原设于清末的贵池县署撤销，改设贵池县公署，原知县改为县知事。首任知事为董经奎；民国16年（1927年）4月，随着北伐战争的胜利，县知事改称“县长”，首任县长为李传纲。1949年4月22日，解放军部队攻占贵池县城，时任贵池县县长操竹友配合部队接管县城治安。之后，李绍基担任贵池县县长。1988年9月，贵池县撤县设市，改称贵池市，张渭德成为贵池县最后一任县长及贵池市首任市长。

## 历史
1912年中华民国成立后不久，贵池实行地方自治，行政长官称为“贵池县知事”。首任知事是李永镇。民国十六年（1927年），县公署改称县政府，县知事亦改称“县长”。首任县长为李传纲。民国时期的贵池县知事和县长，均由省政府委任遣派，民国元年（1912年）到民国三十八年（1949年），县知事、县长合计到任30人。其中知事到任12人，县长到任18人，未到任县长1人。
1949年4月21日17时30分，解放军部队占领乌沙夹，并在次日凌晨0时30分占领贵池县城，时任贵池县县长操竹友因对渡江战役有功，未被俘虏。5月1日，中共贵池县委成立，贵池县人民政府同时成立，其行政首长为县长。中华人民共和国时期的首任县长为李绍基。1954年7月前，县长职位由上级任命确定。1956年5月，贵池县首届人民代表大会第三次会议决议，改贵池县人民政府为“贵池县人民委员会”，选举产生委员，在委员中选举产生县长、副县长。之后县长这一职位，均为历届贵池县各界人民代表会和贵池县人民代表大会选举产生。1967年12月，受文革冲击，贵池县人民委员会瘫痪。1968年5月12日，贵池县革命委员会成立，党政军合一，取代原县委、县人民委员会。贵池县革命委员会内设主任1人、副主任数人。贵池县革命委员会主任、副主任由省革命委员会任命，不经过选举产生，相当于行使县长、副县长的职权，除主任、副主任外，设常务委员17人。1981年3月20日，贵池县第七届人民代表大会第一次会议上，决议复建贵池县人民政府，选举产生县长1人、副县长7人。1949年5月至1988年9月，贵池县共有县长13人（含1名代理）。
1988年8月17日，经国务院批准，同意撤销贵池县，设立县级贵池市，以原贵池县的行政区域为贵池市的行政区域。1988年12月8日，贵池召开撤县设市大会。时任贵池县县长的张渭德成为贵池县最后一任县长及贵池市首任市长。自1912年到1988年贵池撤县设市，贵池共有县长44人。

## 列表
| 中華民國时期 · 贵池县政府知事（1912年－1927年）                   | 中華民國时期 · 贵池县政府知事（1912年－1927年） | 中華民國时期 · 贵池县政府知事（1912年－1927年） | 中華民國时期 · 贵池县政府知事（1912年－1927年）  | 中華民國时期 · 贵池县政府知事（1912年－1927年）  | 中華民國时期 · 贵池县政府知事（1912年－1927年）  | 中華民國时期 · 贵池县政府知事（1912年－1927年）  | 中華民國时期 · 贵池县政府知事（1912年－1927年）       |
| 任次                                                              | 姓名                                            | 籍貫                                            | 上任日期                                         | 上任日期                                         | 卸任日期                                         | 卸任日期                                         | 备注                                                  |
| ----------------------------------------------------------------- | ----------------------------------------------- | ----------------------------------------------- | ------------------------------------------------ | ------------------------------------------------ | ------------------------------------------------ | ------------------------------------------------ | ----------------------------------------------------- |
| 1                                                                 | 李永镇                                          | 四川成都                                        | 1912年1月1日                                     | 1912年1月1日                                     | 1912年1月10日                                    | 1912年1月10日                                    | 原池州府知府                                          |
| 2                                                                 | 董经奎                                          | 安徽贵池                                        | 1912年1月10日                                    | 1912年1月10日                                    | 1912年2月25日                                    | 1912年2月25日                                    | 黎宗岳任命，2月25日被黎宗岳驱逐                       |
| 3                                                                 | 胡蕴山                                          | 安徽祁门                                        | 1912年2月26日                                    | 1912年2月26日                                    | 1912年4月                                        | 1912年4月                                        | 黎宗岳任命，1912年4月2日被迫让位                      |
| 4                                                                 | 李永镇                                          | 四川成都                                        | 1912年4月3日                                     | 1912年4月3日                                     | 1912年12月                                       | 1912年12月                                       | 原池州府知府                                          |
| 5                                                                 | 王益德                                          |                                                 | 仅知1913年1月至1916年12月间在任                  | 仅知1913年1月至1916年12月间在任                  | 仅知1913年1月至1916年12月间在任                  | 仅知1913年1月至1916年12月间在任                  | 仅知1913年1月至1916年12月间在任                       |
| 6                                                                 | 沈忠                                            |                                                 | 仅知1913年1月至1916年12月间在任                  | 仅知1913年1月至1916年12月间在任                  | 仅知1913年1月至1916年12月间在任                  | 仅知1913年1月至1916年12月间在任                  | 仅知1913年1月至1916年12月间在任                       |
| 7                                                                 | 王锡候                                          |                                                 | 仅知1913年1月至1916年12月间在任                  | 仅知1913年1月至1916年12月间在任                  | 仅知1913年1月至1916年12月间在任                  | 仅知1913年1月至1916年12月间在任                  | 仅知1913年1月至1916年12月间在任                       |
| 8                                                                 | 刘镐                                            | 江西南丰                                        | 1917年1月                                        | 1917年1月                                        | 1918年12月                                       | 1918年12月                                       |                                                       |
| 9                                                                 | 高寿恒                                          | 安徽合肥                                        | 1919年1月                                        | 1919年1月                                        | 1920年12月                                       | 1920年12月                                       | 晚清贡生，曾任清廷驻比利时大使馆秘书 后调任无为县县长 |
| 10                                                                | 黄中                                            | 安徽合肥                                        | 仅知1921年1月至1925年12月间在任                  | 仅知1921年1月至1925年12月间在任                  | 仅知1921年1月至1925年12月间在任                  | 仅知1921年1月至1925年12月间在任                  | 仅知1921年1月至1925年12月间在任                       |
| 11                                                                | 徐曦                                            |                                                 | 仅知1921年1月至1925年12月间在任                  | 仅知1921年1月至1925年12月间在任                  | 仅知1921年1月至1925年12月间在任                  | 仅知1921年1月至1925年12月间在任                  | 仅知1921年1月至1925年12月间在任                       |
| 12                                                                | 金保权                                          | 广东番禺                                        | 仅知1921年1月至1923年12月间在任                  | 仅知1921年1月至1923年12月间在任                  | 仅知1921年1月至1923年12月间在任                  | 仅知1921年1月至1923年12月间在任                  | 1923年调任怀宁县知事                                  |
| 13                                                                | 徐传友                                          | 安徽秋浦（今东至县）                            | 1926年1月                                        | 1926年1月                                        | 1927年3月13日                                    | 1927年3月13日                                    | 因引起民愤而被迫离任                                  |
| 中華民國时期 · 贵池县政府县长（1927年4月－1949年4月）             |                                                 |                                                 |                                                  |                                                  |                                                  |                                                  |                                                       |
| 1                                                                 | 李传纲                                          |                                                 | 1927年4月13日                                    | 1927年4月13日                                    | 不详                                             | 不详                                             | 4月13日到任                                           |
| 2                                                                 | 王漱六                                          |                                                 | 不详                                             | 不详                                             | 1927年12月                                       | 1927年12月                                       | 1927年12月因引起民愤而被省府撤换                      |
| 3                                                                 | 冯炽中                                          |                                                 | 仅知于1928年上半年到职，下半年离职，具体月份不详 | 仅知于1928年上半年到职，下半年离职，具体月份不详 | 仅知于1928年上半年到职，下半年离职，具体月份不详 | 仅知于1928年上半年到职，下半年离职，具体月份不详 | 仅知于1928年上半年到职，下半年离职，具体月份不详      |
| 4                                                                 | 齐琳                                            |                                                 | 1928年下半年                                     | 1928年下半年                                     | 1929年4月                                        | 1929年4月                                        |                                                       |
| 5                                                                 | 王鸣义                                          |                                                 | 1929年4月                                        | 1929年4月                                        | 1930年4月                                        | 1930年4月                                        |                                                       |
| —                                                                 | 唐介仁                                          | 安徽                                            | 1930年4月上旬省府任命，未到任                    | 1930年4月上旬省府任命，未到任                    | 1930年4月上旬省府任命，未到任                    | 1930年4月上旬省府任命，未到任                    | 1930年4月上旬省府任命，未到任                         |
| 6                                                                 | 许彦飞                                          | 安徽                                            | 1930年4月                                        | 1930年4月                                        | 1930年下半年                                     | 1930年下半年                                     | 4月上旬到任                                           |
| 7                                                                 | 易实钧                                          |                                                 | 仅知1930年下半年在任                             | 仅知1930年下半年在任                             | 仅知1930年下半年在任                             | 仅知1930年下半年在任                             | 仅知1930年下半年在任                                  |
| 8                                                                 | 麦瑾                                            |                                                 | 仅知1931年12月至1932年1月间在任                  | 仅知1931年12月至1932年1月间在任                  | 仅知1931年12月至1932年1月间在任                  | 仅知1931年12月至1932年1月间在任                  | 仅知1931年12月至1932年1月间在任                       |
| 9                                                                 | 袁传曌                                          |                                                 | 1932年1月                                        | 1932年1月                                        | 1932年10月                                       | 1932年10月                                       | 兼任安徽省第八行政督察区专员                          |
| 10                                                                | 向乃祺                                          | 湖南永顺                                        | 1932年10月                                       | 1932年10月                                       | 1935年上半年                                     | 1935年上半年                                     | 兼任安徽省第八行政督察区专员                          |
| 11                                                                | 曾蹇                                            | 广东梅县                                        | 1935年上半年                                     | 1935年上半年                                     | 1935年下半年                                     | 1935年下半年                                     | 兼任安徽省第八行政督察区专员                          |
| 12                                                                | 王镇淮                                          | 河北保定                                        | 1935年下半年                                     | 1935年下半年                                     | 1937年12月7日                                    | 1937年12月7日                                    | 兼任安徽省第八行政督察区专员                          |
| 13                                                                | 张权                                            | 四川                                            | 1937年12月                                       | 1937年12月                                       | 1939年6月                                        | 1939年6月                                        | 川军将领，12月8日正式到任                             |
| 14                                                                | 谢汝昌                                          | 安徽青阳                                        | 1939年6月                                        | 1939年6月                                        | 1943年6月                                        | 1943年6月                                        | 后调往休宁                                            |
| 15                                                                | 卢慕曾                                          | 广西容城                                        | 1943年6月                                        | 1943年6月                                        | 1944年8月                                        | 1944年8月                                        | 后调往广德                                            |
| 16                                                                | 葛振东                                          | 安徽合肥                                        | 1944年8月                                        | 1944年8月                                        | 1947年2月                                        | 1947年2月                                        |                                                       |
| 17                                                                | 覃彪                                            | 广西                                            | 1947年2月                                        | 1947年2月                                        | 1948年5月                                        | 1948年5月                                        | 新桂系将领                                            |
| 18                                                                | 胡国泰                                          | 安徽安庆                                        | 1948年5月                                        | 1948年5月                                        | 1949年2月3日                                     | 1949年2月3日                                     | 新桂系将领，2月3日离任                                |
| 19                                                                | 操竹友                                          | 安徽怀宁                                        | 1949年2月3日                                     | 1949年2月3日                                     | 1949年4月22日                                    | 1949年4月22日                                    | 由当涂调任                                            |
| 中华人民共和国时期县长（1949年5月－1988年8月）                    |                                                 |                                                 |                                                  |                                                  |                                                  |                                                  |                                                       |
| 中华人民共和国时期 · 贵池县人民政府县长（1949年5月－1956年5月）   |                                                 |                                                 |                                                  |                                                  |                                                  |                                                  |                                                       |
| 任次                                                              | 姓名                                            | 籍貫                                            | 生卒年份                                         | 入党年份                                         | 上任日期                                         | 卸任日期                                         | 备注                                                  |
| 1                                                                 | 李绍基                                          | 河北行唐                                        | 1904年8月－ 1984年5月2日                         |                                                  | 1949年5月                                        | 1952年7月                                        | 5月1日就任县人民政府之县长                            |
| —                                                                 | 周慕樵                                          | 安徽枞阳                                        | ？－ 1997年                                      |                                                  | 1952年7月                                        | 1954年11月                                       | 代理，从安徽省桐庐县调任                              |
| 2                                                                 | 宋毓秀                                          | 河北行唐                                        | 1921年12月－ 2011年11月15日                      | 1939年8月                                        | 1954年11月                                       | 1954年12月                                       | 11月16日就任，后调任东流县县长                        |
| 3                                                                 | 张珍                                            | 河北井陉                                        |                                                  |                                                  | 1954年12月                                       | 1956年5月                                        |                                                       |
| 中华人民共和国时期 · 贵池县人民委员会县长（1956年5月－1968年5月） |                                                 |                                                 |                                                  |                                                  |                                                  |                                                  |                                                       |
| 4（1）                                                            | 高燮明                                          | 安徽贵池                                        | 1922年2月－ 2000年10月9日                        | 1947年3月                                        | 1956年5月                                        | 1958年5月                                        | 5月4日就任县人民委员会县长                            |
| 5（2）                                                            | 徐世达                                          | 安徽铜陵                                        |                                                  |                                                  | 1958年5月                                        | 1961年10月                                       | 5月29日由铜陵县调任                                   |
| 6（3）                                                            | 何自清                                          | 安徽贵池                                        |                                                  |                                                  | 1961年10月                                       | 1963年11月                                       |                                                       |
| 7（4）                                                            | 高燮明                                          | 安徽贵池                                        | 1922年2月－ 2000年10月9日                        | 1947年3月                                        | 1963年11月                                       | 1968年5月                                        | 11月5日就任                                           |
| 中华人民共和国时期 · 贵池县革命委员会主任（1968年5月－1981年3月） |                                                 |                                                 |                                                  |                                                  |                                                  |                                                  |                                                       |
| 8（1）                                                            | 刘克勤                                          | 山东郯城                                        |                                                  | 1948年5月                                        | 1968年5月                                        | 1969年5月                                        | 军代表，5月12日就任县革委会主任                       |
| 9（2）                                                            | 王庆德                                          | 山东烟台                                        |                                                  |                                                  | 1969年5月                                        | 1973年3月                                        | 军代表，5月28日就任                                   |
| 10（3）                                                           | 张鸿                                            | 江苏泗洪                                        |                                                  |                                                  | 1973年3月                                        | 1976年10月                                       | 从青阳调任                                            |
| 1976年10月至1978年3月缺额                                         |                                                 |                                                 |                                                  |                                                  |                                                  |                                                  |                                                       |
| -                                                                 | 周济初                                          | 安徽舒城                                        |                                                  |                                                  | 1978年3月                                        | 1978年8月                                        |                                                       |
| 11（4）                                                           | 徐成友                                          | 安徽贵池                                        | 约1945年－                                       |                                                  | 1978年8月                                        | 1981年3月                                        |                                                       |
| 中华人民共和国时期 · 贵池县人民政府县长（1981年3月－1988年8月）   |                                                 |                                                 |                                                  |                                                  |                                                  |                                                  |                                                       |
| 11                                                                | 徐成友                                          | 安徽贵池                                        | 约1945年－                                       |                                                  | 1981年3月                                        | 1984年5月                                        | 3月26日就任贵池县人民政府县长                         |
| 12                                                                | 顾国籁                                          | 上海                                            | 1946年7月3日－                                   | 1976年6月                                        | 1984年5月                                        | 1987年5月                                        | 5月7日就任                                            |
| 13                                                                | 张渭德                                          | 安徽东至                                        | 1941年8月14日－                                  | 1964年4月                                        | 1987年5月                                        | 1988年8月                                        | 5月17日就任，1988年12月8日正式离任                    |